# Arxiu Central dels Jutjats de la Ciutat de la Justícia de Barcelona
L'Arxiu Central dels Jutjats de la Ciutat de la Justícia de Barcelona (ACJCJB) és el resultat de la fusió duta a terme durant l'any 2009 dels antics arxius judicials jurisdiccionals de Barcelona: l'Arxiu Central dels Jutjats de Menors de Barcelona (ACJMB), l'Arxiu Central dels Jutjats d'Instrucció de Barcelona (ACJIB), l'Arxiu Central dels Jutjats de Primera Instància de Barcelona (ACJPIB), l'Arxiu Central dels Jutjats Penals Executors de Barcelona (ACJPEB) i l'Arxiu Central dels Jutjats Penals Sentenciadors de Barcelona (ACJPSB). Tots aquest arxius, es consideren extingits des de la posada en funcionament de l'ACJCJB. També es considera extingit l'Arxiu Central dels Jutjats Contenciosos Administratius i Socials Executius (ACJCASE) des de 2013.
El 18 d'octubre de 2011 el ministre de Justícia Francisco Caamaño va reconèixer la important labor de l'Arxiu de la Ciutat de la Justícia en matèria d'innovació tecnològica al servei de l'administració de Justícia i de la ciutadania atorgant la "Mención Honorífica del Premio a las Buenas Prácticas en Justícia". (http://ecatalunya.gencat.cat/eCatRepository/download?fileId=40280e8e33344efb01333583dd1e01a2%5BEnllaç+no+actiu%5D) Aquest premi reconeix la implementació de la tecnologia Rfid en la gestió de la documentació judicial.
Els arxivers judicials de la Ciutat de la Justícia s'han destacat per la tasca que han dut a terme quant a la difusió del centre d'arxiu i dels seus fons. L'any 2012 els arxivers judicials de la Ciutat de la Justícia publicaren un video promocional (https://www.youtube.com/watch?v=PVJ5aBu-R6E). L'any 2013 els arxivers de la Ciutat de la Justícia van publicar la "Publicació dels Arxius Judicials de Catalunya" (http://justicia.gencat.cat/web/.content/home/departament/publicacions/publicacions_per_temes/administracio_de_justicia/publicacio_arxius_cat.pdf)i%5BEnllaç+no+actiu%5D el 2014, amb motiu de la Jornada Internacional d'Arxius de la UNESCO organitzaren la primera Jornada de Portes Obertes d'un arxiu judicial a la península Ibèrica.
L'Arxiu Central està ubicat al complex judicial de la Ciutat de la Justícia de Barcelona i l'Hospitalet de Llobregat, que es troba als límits dels termes municipals de l'Hospitalet de Llobregat i Barcelona. L'Arxiu Central presta servei a 204 unitats entre òrgans judicials, seccions de la fiscalia i altres serveis judicials com ara el Jutjat Degà de Barcelona, el dipòsit de Peces de Convicció i el Servei d'Informàtica de la Guàrdia. És l'Arxiu Central més gran de Catalunya comptant amb una superfície específica d'arxiu de 9.200 metres quadrats de superfície útil format per 42 dipòsits i les seves àrees de treball. Està proveït de 70 quilòmetres lineals de prestatgeria (majoritàriament compactes electrònics de pantalla tàctil) on s'acomoda la documentació dels òrgans judicials del partit judicial de Barcelona d'entre els anys 1990 i 2010.